# よしや
株式会社よしやは、東京都板橋区を中心に店舗（2018年8月現在12店舗）を持つスーパーマーケットチェーンである。

## 会社沿革
- 1945年（昭和20年） - 創業
- 1948年（昭和23年） - よしや食品株式会社に社名変更
- 1958年（昭和33年） - 株式会社よしやへ社名変更
- 1995年（平成7年） - 創業50年を迎える
- 2002年（平成14年） - フランス語で健康の意味を持つSainE「セイヌ」を店名に加える

## 店舗
12店（2018年8月現在。東京都板橋区を中心に展開）
その他にも楽天市場に店舗を開いている。

## 閉店した店舗
東京
- 環七板橋本町店（2008年）（閉店後、業態転換しディスカウントスーパー「まことや環七板橋本町店」を引き続き当社が運営している。）
- 東中野店（1998年）
- 松原店（1994年）

## POSシステム
POSシステムは、東芝テック製を使用。

## ポイントカード
ポイントカードは、基本の「よしやカード」と家族で使用できる「よしやファミリーカード」の2種類があり、よしやカードは100円、よしやファミリーカードは300円で直に発行できる。
200円につき1ポイント溜まり、買いもの袋を持っていれば「エコポイント」としてさらに2ポイントが追加加算される。（毎月5日、15日、25日は二倍の4ポイント加算）
月間買い物累計金額15000円以上で翌月のポイント加算率が二倍になる。（ポイント5倍デーなどは倍の10倍加算となる。）
また、2009年春までは買い物をせずとも店内に設置されている発券機で、画面上の伏せられたカードから一枚を選ぶ『ご来店ゲーム』をすることでポイント獲得ができていたがサービス終了。
印刷されるポイント券は500円単位。店内の買い物代金充当に使える。その他、関連会社のエステートよしや（旅行代理店）にて旅行商品の代金充当にも使える。
また大山店にて大山ハッピーロード商店街のハローカードのポイント加算にも使える。ハッピーロード商店街のハローカード加盟店にて直接ポイント券でも買い物ができるようになった（ただし、お釣り銭はでないので、500円毎の代金充当としての利用となる。）